# Fossarina
Fossarina is een geslacht van weekdieren uit de klasse van de Gastropoda (slakken).

## Soorten
- Fossarina legrandi Petterd, 1879
- Fossarina patula (A. Adams & Angas, 1864)
- Fossarina petterdi Crosse, 1870
- Fossarina reedi (Verco, 1907)
- Fossarina rimata (Hutton, 1884)